# Internacional de Saint-Imier
La Internacional de Saint-Imier, també coneguda com a Internacional Antiautoritària i com Internacional Anarquista, va ser una organització anarquista internacional formada en 1872 quan la secció anarquista va ser expulsada de la Primera Internacional després del Congrés de la Haia (1872).

## Història

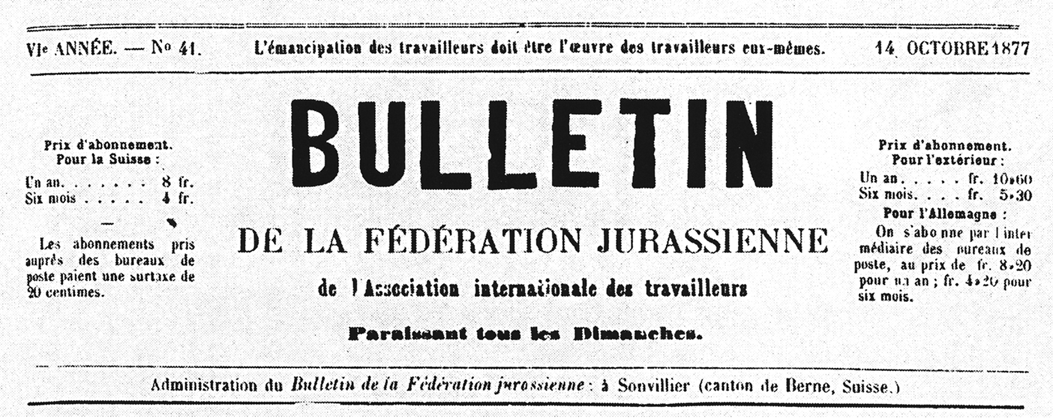
Butlletí de la Federació Jurassiana, òrgan de la Internacional

Aquesta Internacional va ser creada quan la Federació del Jura, la secció anarquista més important de l'antiga Primera Internacional, va fer un anomenat a les altres seccions expulsades que després es van reunir en assemblea per crear una nova organització antiautoritària i anarquista. L'organització va ser formada per grups rellevants, principalment les seccions d'Itàlia, Espanya, Bèlgica, Estats Units, França i Suïssa, les quals s'oposaven al control de Karl Marx i els seus simpatitzants de tendència centralista sobre el Consell Central i a més afavorien l'autonomia de les seccions nacionals lliures d'un control centralitzat.

### Congrés de Saint-Imier (setembre de 1872)

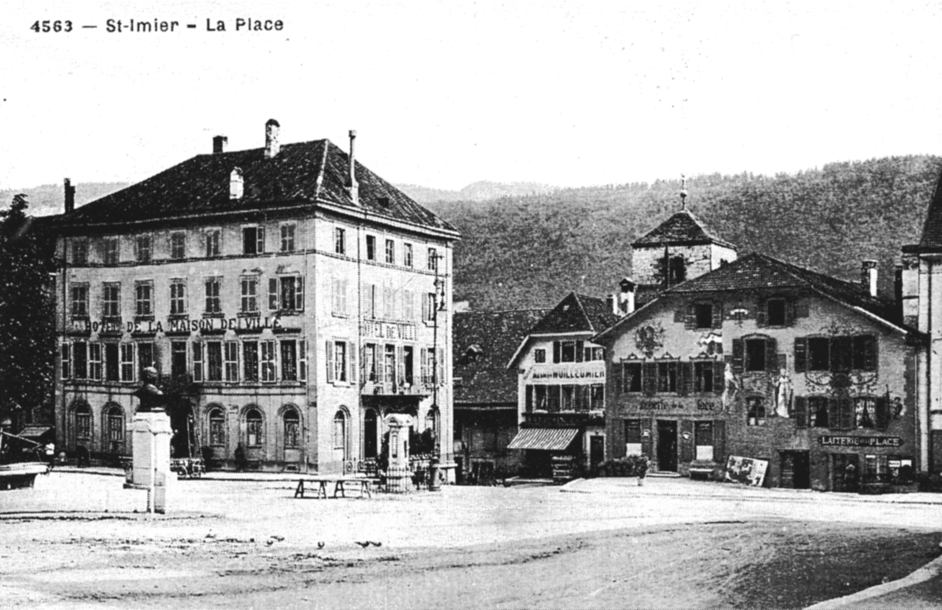
Ajuntament de Saint-Imier, on se celebrà el Congrés de 1872

En el seu congrés va participar quatre dels cinc membres de la delegació espanyola que també va participar en el congrés de la Primera Internacional a la Haia de 1872. Aquesta delegació estava formada pel francès exiliat a Barcelona Charles Alerini, el català Rafael Farga i Pellicer, el madrileny Tomás González Morago i el granadí Nicolás Alonso Marselau.

En aquest congrés a Saint-Imier els delegats van proclamar que:
| « | les aspiracions del proletariat no tenen un altre propòsit més que establir una organització i federació econòmica absolutament lliure, fundada a partir del treball i l'equitat de tots i absolutament lliure de tot govern polític, […] (en el qual cada obrer tingui) el dret al gaudi del producte complet de la seva labor i d'aquesta manera aconseguir els mitjans per desenvolupar els seus plens poders intel·lectuals, materials i morals en forma col·lectiva. | » |

Aquesta transformació revolucionària pot «venir solament de l'acció voluntària del proletariat per si mateix, les seves associacions professionals i de les comunes autònomes».

### Final i llegat
La branca marxista de la Primera Internacional es va dissoldre en el seu congrés de Filadèlfia de juny de 1876. Al congrés de Berna de La Internacional Anarquista al setembre del mateix any es va acordar, a petició dels delegats belgues, la realització l'any següent d'un congrés socialista universal amb l'objectiu de refer la Primera Internacional i tornar a unir les dues branques socialistes. Aquest acord es va prendre amb els vots a favor de les delegacions belga, francesa, holandesa i de les federacions de Jura i amb l'abstenció de l'espanyola i la italiana. En el seu darrer congrés de Verviers, de setembre de 1877, van debatre sobre els punts del Congrés Socialista Universal de Gant que s'iniciava l'endemà.
En el Congrés de Gant van participar 44 delegats, en representació d'organitzacions alemanyes, suïsses, angleses, daneses, espanyoles, franceses, hongareses, gregues, italianes, russes, belgues i estatunidenques. Els partidaris de les tesis de la Internacional Anarquista eren minoria i no es va arribar a acords que permetessin revifar la Internacional. Després del Congrés de Gant la Internacional Antiautoritària va deixar pràcticament d'existir.
El desembre de 1880 un congrés d'anarquistes belgues va aprovar una resolució per revifar la Internacional i, poc després, el que quedava de la federació belga de la Internacional Anarquista va publicar un manifest insistint en la importància de la unitat del proletariat. A Londres s'havia constituït un comitè per realitzar un congrés internacional socialista revolucionari al juliol de 1881. El Congrés de Londres es va fer del 14 al 21 de juliol de 1881, amb la participació de 45 delegats representant 60 federacions i 58 grups, i va llançar la famosa Internacional Negra.

## Memòria Històrica
Del 8 al 12 d'agost de 2012 es va dur a terme un retrobament internacional d'anarquistes a Saint-Imier.
Per celebrar el 150è aniversari de la Internacional de Saint-Imier es preveu fer una trobada antiautoritària, en aquesta ciutat, del 19 al 23 de juliol de 2023.

## Llista de congressos
- Congrés de Saint-Imier, del 15 al 16 de setembre de 1872.[15]
- Congrés de Ginebra, de l'1 al 6 de setembre de 1873.[15]
- Congrés de Brussel·les, del 7 al 13 de setembre de 1874.[16]
- Congrés de Berna, del 26 al 29 d'octubre de 1876.[7]
- Congrés de Verviers, del 6 al 8 de setembre de 1877.[9]